# Resultado nulo
Em ciência, um resultado nulo é um resultado sem o conteúdo esperado: ou seja, o resultado proposto está ausente. Trata-se de um resultado experimental que não apresenta um efeito esperado. Isto não implica um resultado de valor zero ou inexistente, mas sim um resultado que não apoia a hipótese.
Em teste de hipóteses estatísticas, um resultado nulo ocorre quando um resultado experimental não é significativamente diferente do esperado sob a hipótese nula; sua probabilidade (sob a hipótese nula) não excede o nível de significância, ou seja, o limite definido antes do teste para rejeição da hipótese nula. O nível de significância varia, mas escolhas comuns incluem 0,10, 0,05 e 0,01. No entanto, um resultado não significativo não implica necessariamente que um efeito esteja ausente.
Como exemplo em física, os resultados do experimento de Michelson-Morley foram deste tipo, pois não detectaram a velocidade esperada em relação ao postulado éter luminífero. Esta famosa falha na detecção, frequentemente chamada de resultado nulo, contribuiu para o desenvolvimento da relatividade especial . O experimento pareceu medir uma "deriva" diferente de zero, mas o valor era muito pequeno para explicar os resultados teoricamente esperados; geralmente acredita-se que esteja dentro do nível de ruído do experimento.

## Viés de publicação
Apesar da qualidade semelhante de execução e design, os artigos com resultados estatisticamente significativos têm três vezes mais probabilidade de serem publicados do que aqueles com resultados nulos. Isto motiva indevidamente os investigadores a manipular suas práticas para garantir resultados estatisticamente significativos, como por exemplo, através da dragagem de dados .
Muitos fatores contribuem para o viés de publicação. Por exemplo, quando uma descoberta científica já está bem estabelecida, pode se tornar relevante publicar estudos confiáveis que falhem em rejeitar a hipótese nula. Mais comumente, os pesquisadores simplesmente se recusam a enviar os resultados, o que leva a um viés de não resposta . Os investigadores também podem assumir que cometeram um erro, descobrir que o resultado nulo não suporta uma descoberta conhecida, perder o interesse no tópico ou antecipar que outros não estarão interessados nos resultados nulos.
Existem várias revistas científicas dedicadas à publicação de resultados negativos ou nulos, incluindo as seguintes:
- Revista de Resultados Negativos em Biomedicina (extinta)
- Jornal de resultados negativos farmacêuticos
- Diário de perguntas não resolvidas

Embora não seja exclusivamente  dedicado a resultados negativos, o BMC Research Notes também publica este tipo de estudo na forma de notas de pesquisa ou de dados.